# Lucena (thành phố)
Lucena City là một thành phố thuộc Philipines.Dân số năm 2015 là 266.248 người. Tỉ lệ gia tăng tự nhiên là +1.65%/year. Diện tích 83.6 km². Mật độ dân số 3,185/km².Lucena, chính thức là Thành phố Lucena, (Tagalog: Lungsod ng Lucena), được gọi đơn giản là Thành phố Lucena, là một thành phố đô thị hóa cấp 1 ở vùng Calabarzon. Đây là thành phố thủ phủ của tỉnh Quezon nơi có vị trí địa lý nhưng, về mặt chính quyền và chính quyền, thành phố này độc lập về chính trị với tỉnh. Đối với mục đích thống kê và địa lý, Lucena được nhóm với tỉnh Quezon

## Lịch sử

### Early history
Vào những năm 1570, Thuyền trưởng Juan de Salcedo lần đầu tiên khám phá tỉnh Tayabas là gì. Các linh mục Franciscan Juan de Plasencia và Diego de Oropesa trong khoảng thời gian từ 1580 đến 1583 thành lập thị trấn của nó, cũng được đặt tên là Tayabas. Tayabas được người Tây Ban Nha tổ chức thông qua các nhà truyền giáo Franciscan và Lucena chỉ là một trong những barrios của nó.
Người Tây Ban Nha của thế kỷ 16 gọi khu vực này là " 'Buenavista' " vì vẻ đẹp phong cảnh của nó; Vài năm sau, barrio được đổi tên thành " 'Oroquieta' ". Một thế kỷ sau, cướp biển Hồi giáo bắt đầu khủng bố toàn bộ bờ biển Philippines và Oroquieta không tránh khỏi các cuộc đột kích khét tiếng. Những người Barrio đã xây dựng pháo đài dọc theo những con cá ngựa để bảo vệ nó trước những tên cướp biển tấn công dọc bờ biển, đặc biệt là ở vùng Cotta ngày nay và ở Barangay Mayao, mặc dù những cấu trúc này không còn tồn tại. Do đó, nơi này được gọi là   'Cotta'  , dạng tiếng Tây Ban Nha của Tagalog " kuta " ("pháo đài"). Sự phát triển của thương mại hàng hải địa phương tạo điều kiện thuận lợi tại cảng Cotta và sự thất bại cuối cùng của cướp biển Moro miệt mài trên vùng biển Luzon và Visayan, tạo điều kiện cho Lucena trở thành một thị trấn mà cuối cùng trở thành thủ đô của Tayabas, tỉnh Quezon năm 1901.
Cuối cùng vào ngày 5 tháng 11 năm 1879, Orden Superior Civil chính thức lấy tên " 'Lucena'  'để vinh danh một tu sĩ Tây Ban Nha với tên' 'Cha Mariano Granja' 'tại Andalucia, Tây Ban Nha. Cha Granja chịu trách nhiệm cho sự phát triển của barrio đã trở thành một Giáo xứ vào năm 1881. Lucena trở thành một đô thị độc lập vào ngày 1 tháng 6 năm 1882.
Trong năm 1896 Cách mạng Philippines, người dân Lucena đã thể hiện thương hiệu của họ về lòng yêu nước. José Zaballero đã lãnh đạo các nhà cách mạng địa phương, những người nằm dưới hàng rào súng hỏa mai Tây Ban Nha. Sau đó, Miguel Arguilles cùng với Jose Barcelona làm Tổng thống thành lập một chính phủ cách mạng ở Lucena.
Sau khi Aguinaldo tuyên bố độc lập của quốc gia vào ngày 12 tháng 6 năm 1898 tại Kawit, Cavite, Tướng Miguel Malvar, với tư cách là Tổng tư lệnh cho Nam Luzon, tiếp quản tỉnh Tayabas vào ngày 15 tháng 8 năm 1898. Don Crisanto Marquez trở thành Lucena là chủ tịch thành phố được bầu đầu tiên tại Cộng hòa Philippines đầu tiên.

### Lịch sử hiện đại
Vùng đất màu mỡ của Lucena đã thấm đẫm máu của nhiều người Philippines và người Mỹ khi Chiến tranh Philippines-Mỹ bùng nổ vào năm 1899. Người nước ngoài đã thành lập một chính phủ dân sự ở nước này, vào ngày 12 tháng 3 năm 1901, thủ phủ của tỉnh được chuyển từ Tayabas sang Lucena.
Trong Chiến tranh thế giới thứ hai, Quân đội Hoàng gia Nhật Bản đã chiếm Lucena vào ngày 27 tháng 12 năm 1941, 19 ngày sau khi họ đặt chân lên đất Philippines. Nhưng phong trào kháng chiến ngầm đã ngoan cường ở Lucena đến ngày 25 tháng 1 năm 1945 (ngay cả trước khi người Mỹ quay trở lại), du kích ROTC của Thợ săn đã xâm nhập vào thị trấn và đánh đuổi thành công quân Nhật. Phần còn lại của tỉnh Quezon (tên mới của tỉnh Tayabas) đã phải chờ lực lượng Giải phóng Hoa Kỳ và quân đội Khối thịnh vượng chung Philippines trao tự do vào ngày 4 tháng 4 cùng năm.
Vào ngày 17 tháng 6 năm 1961, nhờ Đạo luật Cộng hòa số 3271, Lucena đã được biến thành một Thành phố đặc quyền thông qua những nỗ lực của Nghị sĩ lúc đó là Manuel S. Enverga. Nó được chính thức khánh thành vào ngày 19 tháng 8 năm 1962, trong lễ kỷ niệm 84 năm của Manuel Luis Quezon. Vào ngày 1 tháng 7 năm 1991, Lucena trở thành Thành phố có mức độ đô thị hóa cao.
Vào tháng 5 năm 2014, Chợ công cộng thành phố Lucena đã bị lửa thiêu rụi trong khi các lễ hội đang được tổ chức cho đỉnh cao của Pasayahan sa Lucena cách đó vài dãy nhà. Toàn bộ tòa nhà của thị trường công cộng đã bị thiêu rụi. Thông qua sự hợp tác của các nhân viên cứu hỏa từ Sariaya, Tayabas, Pagbilao và Lucena. Vào tháng 10 năm 2016, một trạng thái mới của nghệ thuật Tòa nhà thị trường công cộng đã được mở cửa cho công chúng. Tòa nhà 2 tầng, được cho là tốn 99 triệu peso để xây dựng, được tài trợ thông qua các khoản vay. Theo bài báo, Chợ công cộng Lucena cũng bị thiêu rụi vào năm 1965 cùng với các phần lớn của thành phố.
Vào tháng 10 năm 2019, Sở Công trình Công cộng và Đường cao tốc (DPWH) đã hoàn thành việc xây dựng một đường hầm P245 triệu dọc theo Đường cao tốc Pan-Philippine hoặc Đường Diversion Manila South Road (MSR) ở Brgy. Gulang-gulang, Thành phố Lucena, Quezon. Dự án ban đầu được tài trợ trong ngân sách quốc gia 2017 với mức giá khoảng 100 triệu GBP. Nửa còn lại được tài trợ thông qua ngân sách quốc gia 2018. Theo Bộ trưởng DPWH Mark Villar, đường chui dài 472 mét với cây cầu bê tông dài 16 mét tại Đường Cảng Lucena-Tayabas-Mauban nhằm giảm tắc nghẽn giao thông quanh Tuyến đường Daang Maharlika. Đường chui mới này sẽ trực tiếp rút ngắn thời gian di chuyển của những người đi qua tỉnh Quezon như những người đến từ Manila đi đến vùng Bicol và ngược lại.

## Địa lý
Nó nằm 132 km (82 mi) về phía nam Manila. Thành phố thích hợp nằm giữa hai con sông, sông Dumacaa ở phía đông và sông Iyam ở phía tây. Bảy con sông khác và sáu con lạch đóng vai trò là hệ thống thoát nước tự nhiên cho thành phố. Cảng của nó trên bờ biển dọc theo Tayabas Bay là nơi có nhiều tàu thuyền và phà hoạt động và phục vụ các tuyến đường biển giữa Lucena và các điểm khác nhau trong khu vực và đến tận Visayas.
Tồn tại Sân bay Lucena (được biết đến với tên địa phương là 'Hạ cánh') nằm cách AMA College Cơ sở Lucena nhưng không còn sử dụng được nữa. Máy bay hạng nhẹ không còn có thể sử dụng nó như một con đường được xây dựng như một giao lộ trong thời kỳ tổng thống của Gloria Macapagal-Arroyo.
Là thủ phủ của tỉnh, Lucena có hầu hết các chi nhánh của các cơ quan chính phủ, doanh nghiệp, ngân hàng và cơ sở dịch vụ trong khu vực Nam Tagalog.